# 國朝科榜錄
《國朝科榜錄》（越南语：／），又名《國朝正副榜科錄》和《國朝登科錄》（／），是一部成書於阮朝成泰六年（1894年）的科舉資料，作者是山興宣總督高春育。該書主要介紹了阮朝自明命三年（1822年）開會試、庭試科至成泰四年（1892年）之间，各科庭試錄取進士、副榜的姓名、籍貫和所任官職。后又在高春育主持下，由國史館多次補充，續編至啟定四年（1919年）最後一科庭試。

## 內容
《國朝科榜錄》共四卷。卷一前包括高春育和武范諴之序、凡例，序言中介紹了阮朝開科的歷史和取士制度，凡例則介紹了開科次數和登科世家以及仕至高官的數目統計。
- 卷一包括序、凡例和明命三年（1822年）壬午科至紹治七年（1847年）丁未科共11科。
- 卷二包括嗣德元年（1848年）戊申科至嗣德二十一年（1868年）戊辰科共10科。
- 卷三包括嗣德二十二年（1869年）己巳科至成泰四年（1892年）壬辰科共9科。
- 續編卷四包括成泰七年（1895年）乙未科至啟定四年（1919年）己未科共9科。

## 流傳情況
2006年，吳德壽教授曾在文學出版社出版《越南漢學科舉登科錄會要》，書中阮朝部分即是翻譯自《國朝科榜錄》。

## 外部連結
- 《國朝科榜錄》卷一至卷三
- 《國朝登科錄》續編卷四（页面存档备份，存于）